# Zona erógena

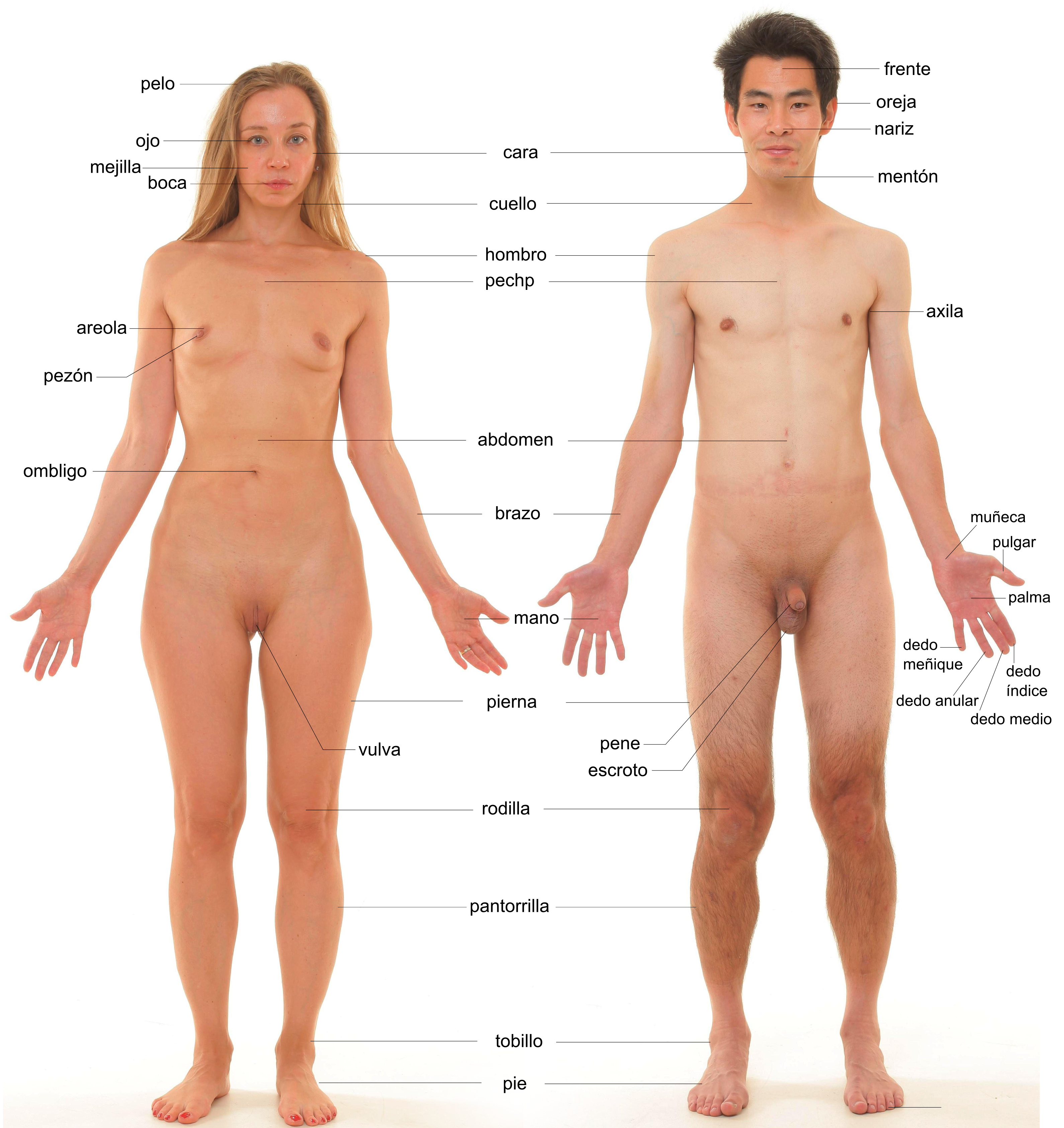
Varón y hembra humanos: rasgos anatómicos externos.

Una zona erógena (del griego ἔρως, érōs «amor»; y español -gena, del griego -γενής, -genḗs «nacer») es un área del cuerpo humano que tiene una mayor sensibilidad, cuya estimulación puede generar una respuesta sexual como relajación, fantasías sexuales, excitación sexual y orgasmo.
Las zonas erógenas se encuentran por todo el cuerpo humano, pero la sensibilidad de cada una varía y depende de la concentración de terminaciones nerviosas que pueden proporcionar sensaciones placenteras al ser estimuladas. Tocar la zona erógena de otra persona se considera un acto de intimidad física. Que una persona encuentre placentera u objetable la estimulación en estas zonas depende de diversos factores, como su nivel de excitación, las circunstancias en las que se produce, el contexto cultural, la naturaleza de la relación y sus historias personales.
Las zonas erógenas pueden clasificarse según el tipo de respuesta sexual que generan. Muchas personas se excitan suavemente al tocarse sutilmente los párpados, las cejas, las sienes, los hombros, las manos, los brazos y el cabello. Tocar o acariciar suavemente estas zonas estimula a la pareja durante el juego sexual y aumenta el nivel de excitación. Asimismo, masajear o acariciar suavemente la zona abdominal, junto con besar o simplemente tocar el ombligo, puede ser un tipo de estimulación.

## Clasificación

Zonas erógenas de los humanos: específicas y no específicas.

Se clasifican dos tipos de zonas erógenas: específica y no específica.
Hay zonas específicas asociadas con la respuesta sexual, que incluyen los labios y los pezones, además de áreas de los genitales, en particular la corona del glande del pene, el clítoris y el perineo. Estas zonas tienen una alta densidad de inervación y pueden tener una eficiencia de curación de heridas y una capacidad de estimular la excitación cerebral generalizada.
En las zonas no específicas, la piel es similar a la del vello normal y presenta la alta densidad habitual de nervios y folículos pilosos. Estas áreas incluyen los lados y la nuca, la parte interna de los brazos, las axilas y los lados del tórax.

## Anatomía
Las zonas erógenas suelen ser aquellas cuya piel presenta una mayor cantidad de terminaciones nerviosas.  Además de los genitales, también son erógenos los labios, la piel del cuello, las axilas, la cintura, la cara interna de los muslos y el pecho.

### Zonas erógenas masculinas
El pene tiene numerosas terminaciones nerviosas, especialmente en el prepucio y en el glande. El escroto y la próstata aparecen también entre las zonas que los hombres consideran más erógenas.
Otras zonas masculinas consideradas erógenas son, por este orden: los labios, con una puntuación de 7 en una escala de 10 puntos - en segundo lugar entre el pene, con 9 y el escroto, con 6,5 -, la parte interna de los muslos (5,8), el cuello (5,6), los pezones (4,8), el perineo (4,8), la nuca (4,5) y las orejas (4,3).

### Zonas erógenas femeninas
Las mujeres consideran el clítoris como la principal zona erógena de su cuerpo. Es un órgano cuya única función consiste en proporcionar placer sexual. Del mismo modo que el pene masculino, tiene más terminaciones nerviosas que cualquier otra zona del cuerpo y su estimulación produce una gran excitación que puede llegar al orgasmo.
Por debajo de él se encuentran: la vulva (8,4), los labios de la boca (7,9), el cuello (7,5), los pechos (7,3), los pezones (7,3), la parte interna de los muslos (6,7), la nuca (6,2), las orejas (5).